# Ajmonia lehtineni
Ajmonia lehtineni là một loài nhện trong họ Dictynidae.
Loài này thuộc chi Ajmonia. Ajmonia lehtineni được Yuri M. Marusik & Koponen miêu tả năm 1998.